# Керолајн Вилијамс
Керолајн Вилијамс (енгл. Caroline Williams; рођена 27. марта 1957. у Раску, Тексас) америчка је глумица. Најпознатија је по улози финалне девојке Ваните „Стреч” Брок у слешер хорор филму Тексашки масакр моторном тестером 2 из 1986. За ову улогу награђена је на Међународном филмском фестивалу у Каталонији као најбоља главна глумица у научнофантастичном или хорор филму. У улогу „Стреч” вратила се и у наставку Тексашки масакр моторном тестером 3: Ледерфејс, али је имала само камео појављивање. Због бројних улога у хорор филмовима сматра се једном од „краљица вриска”.
Тумачила је споредну улогу у блокбастеру Дани грома (1990), као и у ТВ серијама Ургентни центар (1996), Њујоршки плавци (2000) и Увод у анатомију (2010).
Године 2011. додељена јој је почасна награда Марија на фестивалу у Каталонији. Заједно са бројним колегама из хорор жанра учествовала је у снимању документарца У потрази за тамом из 2019.

## Живот и каријера
Вилијамс се рођена у Раску. Каријеру је почела споредним улогама у драмама Смешак (1975) и Легенда о Били Џин (1985). До првог већег успеха долази главном улогом у слешеру Тоба Хупера, Тексашки масакр моторном тестером 2 из 1986. Након тога, појавила се у још неколико хорор филмова међу којима су најзначајнији Очух 2 и трећи наставак Леприкона, са Ворвиком Дејвисом у главној улози.
Имала је споредну улогу у спортском акционом блокбастеру Дани грома (1990), у коме су главне улоге тумачили Том Круз, Никол Кидман и Роберт Дувал. Крајем 1990-их и почетком 2000-их имала је епизодне улоге у неколико ТВ серија, међу којима се издвајају Ургентни центар, Сабрина, вештица тинејџерка и Њујоршки плавци.
Улогом докторке Мепл у Роб Зомбијевом другом римејку серијала Ноћ вештица, Вилијамс се 2009. вратила у хорор жанр. Наредне године добила је епизодну улогу у популарној телевизијској серији Увод у анатомију.
Заједно са још једном „краљицом вриска”, Данијелом Харис, тумачила је главну улогу у слешеру Секира 3 (2013). Последњи пројекат на коме је до сада радила јесте документарац о хорор филмовима из 1980-их, У потрази за тамом (2019).
Вилијамс је била удата за Ендруа Липшулца, са ким има двоје деце.

## Филмографија
| Улоге Керолајн Вилијамс |                                                |               |                           |                                                      |
| Година                  | Српски назив                                   | Изворни назив | Улога                     | Напомена                                             |
| 1975.                   | Смешак                                         |               | Хелга                     |                                                      |
| 1985.                   | Легенда о Били Џин                             |               | жена у пикапу             |                                                      |
| 1986.                   | Тексашки масакр моторном тестером 2            |               | Ванита „Стреч” Брок       | Награда Међународног филмског фестивала у Каталунији |
| 1987.                   | Закон у Лос Анђелесу                           |               | гђа Талбот                | ТВ серија                                            |
| 1989.                   | Очух 2                                         |               | Мети Криминс              |                                                      |
| 1990.                   | Тексашки масакр моторном тестером 3: Ледерфејс |               | Ванита „Стреч” Брок       |                                                      |
| 1990.                   | Дани грома                                     |               | Џени Бернс                |                                                      |
| 1992.                   | Убиство, написала је                           |               | Аманда Норт Џенет Вејмаут |                                                      |
| 1995.                   | Леприкон 3                                     |               | Лорета                    |                                                      |
| 1996.                   | Ургентни центар                                |               | медицинска сестра         | ТВ серија                                            |
| 1996.                   | Сабрина, вештица тинејџерка                    |               | Гвендолин                 | ТВ серија                                            |
| 2000.                   | Како је Гринч украо Божић                      |               | Тајни Ху                  |                                                      |
| 2000.                   | Њујоршки плавци                                |               | Триш Брасвел              | ТВ серија                                            |
| 2009.                   | Ноћ вештица 10                                 |               | др Мепл                   |                                                      |
| 2010.                   | Увод у анатомију                               |               | Алисон Кларк              | ТВ серија                                            |
| 2013.                   | Секира 3                                       |               | Аманда Перлман Флауер     |                                                      |
| 2016.                   | Торнадо ајкула 4                               |               | Стреч                     |                                                      |
| 2019.                   | У потрази за тамом                             |               | саму себе                 | документарац                                         |
| 2023.                   | Ренфилд                                        |               | Ванеса                    |                                                      |